# China Pacific Insurance
China Pacific Insurance (Group) Co., Ltd. (CPIC) (SSE: 601601; HKEX: 02601) kendt som Pacific Insurance er et kinesisk forsikringsselskab. China Pacific Insurance Corporation blev etableret i 1991 af Kinas nationalbank. CPIC har hovedkvarter i Shanghai.
CPIC Group er et universalt forsikringsselskab, der står stærkt indenfor skadesforsikring og livsforsikring.
De har datterselskaberne: China Pacific Life Insurance Co., Ltd og China Pacific Property Insurance Co., Ltd..